# Noah Sadiki
Noah Junior Sadiki (Bruselas, 17 de diciembre de 2004) es un futbolista congoleño de origen belga. Juega de centrocampista en el Sunderland Association Football Club de la Premier League, máxima categoría del fútbol inglés.

## Trayectoria
Se formó en las juveniles del Royal Sporting Club Anderlecht, fue escalando en las diferentes categorías.
Debutó como profesional el 22 de mayo de 2022, el entrenador Vincent Kompany lo utilizó de titular como lateral derecho, estuvo los 90 minutos en cancha y empataron 1-1 frente Brujas en el Estadio Jan Breydel ante más de 15100 espectadores. Su primer juego lo disputó con 17 años y la camiseta número 27.
Tras 19 encuentros jugados con Anderlecht, para la temporada 2023-24 fue fichado por Royale Union Saint-Gilloise.
El 4 de julio de 2025 fue transferido al Sunderland, firmó por 5 temporadas con el club inglés.

## Selección nacional
Ha sido internacional con la selección de fútbol de Bélgica en las categorías juveniles sub-16, sub-18, sub-19 y sub-20. Posteriormente decidió representar a República Democrática del Congo, primero en la sub-20 y luego en la absoluta.

## Estadísticas

### Clubes
Actualizado al último partido citado el 10 de mayo de 2025.
| Club                              | Div.          | Temporada     | Liga  | Liga  | Liga   | Copas nacionales | Copas nacionales | Copas nacionales | Copas internacionales | Copas internacionales | Copas internacionales | Total | Total | Total  |
| Club                              | Div.          | Temporada     | Part. | Goles | Asist. | Part.            | Goles            | Asist.           | Part.                 | Goles                 | Asist.                | Part. | Goles | Asist. |
| --------------------------------- | ------------- | ------------- | ----- | ----- | ------ | ---------------- | ---------------- | ---------------- | --------------------- | --------------------- | --------------------- | ----- | ----- | ------ |
| R. S. C. Anderlecht · Bélgica     | 1.ª           | 2021-22       | 1     | 0     | 0      | -                | -                | -                | -                     | -                     | -                     | 1     | 0     | 0      |
| R. S. C. Anderlecht · Bélgica     | 1.ª           | 2022-23       | 12    | 0     | 1      | 1                | 0                | 0                | 5                     | 0                     | 0                     | 18    | 0     | 1      |
| R. S. C. Anderlecht · Bélgica     | Total club    | Total club    | 13    | 0     | 1      | 1                | 0                | 0                | 5                     | 0                     | 0                     | 19    | 0     | 1      |
| R. S. C. A. Futures · Bélgica     | 2.ª           | 2022-23       | 14    | 0     | 1      | —                | —                | —                | —                     | —                     | —                     | 14    | 0     | 1      |
| R. S. C. A. Futures · Bélgica     | Total club    | Total club    | 14    | 0     | 1      | 0                | 0                | 0                | 0                     | 0                     | 0                     | 14    | 0     | 1      |
| R. Union Saint-Gilloise · Bélgica | 1.ª           | 2022-23       | 37    | 0     | 1      | 5                | 0                | 1                | 11                    | 0                     | 0                     | 53    | 0     | 2      |
| R. Union Saint-Gilloise · Bélgica | 1.ª           | 2024-25       | 39    | 1     | 5      | 4                | 1                | 1                | 12                    | 0                     | 0                     | 55    | 2     | 6      |
| R. Union Saint-Gilloise · Bélgica | Total club    | Total club    | 76    | 1     | 6      | 9                | 1                | 2                | 23                    | 0                     | 0                     | 108   | 2     | 8      |
| Sunderland A. F. C. Inglaterra    | 1.ª           | 2025-26       | 0     | 0     | 0      | -                | -                | -                | —                     | —                     | —                     | 0     | 0     | 0      |
| Sunderland A. F. C. Inglaterra    | Total club    | Total club    | 0     | 0     | 0      | 0                | 0                | 0                | 0                     | 0                     | 0                     | 0     | 0     | 0      |
| Total carrera                     | Total carrera | Total carrera | 103   | 1     | 8      | 10               | 1                | 2                | 28                    | 0                     | 0                     | 141   | 2     | 10     |
| 1. 2.                             |               |               |       |       |        |                  |                  |                  |                       |                       |                       |       |       |        |

### Selecciones
Actualizado al último partido citado el 8 de junio de 2025.
| Selección            | Temporada         | Continental | Continental | Continental | Mundial | Mundial | Mundial | Amistosos | Amistosos | Amistosos | Total | Total | Total  |
| Selección            | Temporada         | Part.       | Goles       | Asist.      | Part.   | Goles   | Asist.  | Part.     | Goles     | Asist.    | Part. | Goles | Asist. |
| -------------------- | ----------------- | ----------- | ----------- | ----------- | ------- | ------- | ------- | --------- | --------- | --------- | ----- | ----- | ------ |
| Sub-16 · Bélgica     | 2019              | —           | —           | —           | —       | —       | —       | 2         | 0         | 0         | 2     | 0     | 0      |
| Sub-16 · Bélgica     | Total sel.        | 0           | 0           | 0           | 0       | 0       | 0       | 2         | 0         | 0         | 2     | 0     | 0      |
| Sub-18 · Bélgica     | 2022              | —           | —           | —           | —       | —       | —       | 3         | 0         | 0         | 3     | 0     | 0      |
| Sub-18 · Bélgica     | Total sel.        | 0           | 0           | 0           | 0       | 0       | 0       | 3         | 0         | 0         | 3     | 0     | 0      |
| Sub-19 · Bélgica     | 2022-23           | 5           | 1           | 0           | —       | —       | —       | -         | -         | -         | 5     | 1     | 0      |
| Sub-19 · Bélgica     | Total sel.        | 5           | 1           | 0           | 0       | 0       | 0       | 0         | 0         | 0         | 5     | 1     | 0      |
| Sub-20 · Bélgica     | 2022              | —           | —           | —           | —       | —       | —       | 2         | 0         | 0         | 2     | 0     | 0      |
| Sub-20 · Bélgica     | Total sel.        | 0           | 0           | 0           | 0       | 0       | 0       | 2         | 0         | 0         | 2     | 0     | 0      |
| Sub-21 R. D. Congo   | 2023              | —           | —           | —           | —       | —       | —       | 4         | 0         | 0         | 4     | 0     | 0      |
| Sub-21 R. D. Congo   | Total sel.        | 0           | 0           | 0           | 0       | 0       | 0       | 4         | 0         | 0         | 4     | 0     | 0      |
| Absoluta R. D. Congo | 2024              | 6           | 0           | 0           | —       | —       | —       | -         | -         | -         | 6     | 0     | 0      |
| Absoluta R. D. Congo | 2025              | 1           | 0           | 0           | —       | —       | —       | 2         | 0         | 0         | 3     | 0     | 0      |
| Absoluta R. D. Congo | Total sel.        | 7           | 0           | 0           | 0       | 0       | 0       | 2         | 0         | 0         | 9     | 0     | 0      |
| Total selecciones    | Total selecciones | 12          | 1           | 0           | 0       | 0       | 0       | 13        | 0         | 0         | 25    | 1     | 0      |
| 1.                   |                   |             |             |             |         |         |         |           |           |           |       |       |        |

## Palmarés

### Títulos nacionales
| Título                      | Equipo                  | País    | Año  |
| --------------------------- | ----------------------- | ------- | ---- |
| Copa de Bélgica             | R. Union Saint-Gilloise | Bélgica | 2024 |
| Supercopa de Bélgica        | R. Union Saint-Gilloise | Bélgica | 2024 |
| Primera División de Bélgica | R. Union Saint-Gilloise | Bélgica | 2025 |